# Roger Douglas
Pour les articles homonymes, voir Douglas.
Sir Roger Owen Douglas, né le 5 décembre 1937, est un ministre des Finances travailliste de Nouvelle-Zélande entre 1984 et 1987.

## Biographie
Né dans une famille de syndicalistes et hommes politiques travaillistes. Il a fait ses études à Auckland Grammar School, avant d'obtenir un diplôme de comptabilité de l'université d'Auckland.
En 1969, après quelques tentatives électorales municipales, il est élu député de Manukau pour le Parti travailliste néo-zélandais, et le reste jusqu'en 1978 : il se fait alors élire à Manurewa, qu'il représentera jusqu'en 1990.
Dans le gouvernement travailliste de 1972 à 1975, il est successivement ministre des Postes, puis du Logement, puis des Douanes. 
En 1984, il devient ministre des Finances dans le gouvernement de David Lange.
Il y applique des politiques connues sous le nom de Rogernomics, terme forgé par analogie avec Reaganomics (terme utilisé pour décrire la politique économique du président des États-Unis Ronald Reagan). Cette politique comprenait des mesures monétaristes pour contrôler l'inflation, la coupe des subventions et des droits de douane, et la privatisation des actifs publics. Toutes ces politiques furent considérées comme une trahison du programme de gauche du parti travailliste, et furent très impopulaires dans la gauche néo-zélandaise. Les sympathisants de Douglas défendaient des réformes comme nécessaires pour raviver l'économie, qui avait été sévèrement réglementée sous le gouvernement de Muldoon, du Parti national. Le magazine Euromoney le déclara ministre des Finances de l'année 1985.
Le syndicat agricole Federated Farmers avait proposé la plupart de ces réformes. Par exemple, il soutenait le retrait des subventions agricoles, ainsi que toutes les entraves au commerce. Toutefois, comme les fermiers étaient généralement des soutiens traditionnels du Parti national, les réformes leur furent appliquées en premier, ce qui fit que les subventions agricoles leur furent retirées alors qu'ils devaient continuer à acheter des machines agricoles faisant l'objet de mesures protectionnistes. Ils furent donc sévèrement touchés.
D'après l'économiste hétérodoxe Brian Easton : « L’approche de Roger Douglas exige que toute opposition aux réformes provienne des privilégiés, des détenteurs d’"intérêts acquis". Il n’y a jamais chez lui la moindre place pour une analyse différente de la sienne. Et cette recette est d’autant plus paradoxale qu’elle a été exposée lors d’une réunion de la Société du Mont-Pèlerin, fondée par Friedrich Hayek ». Peter Harris, conseiller économique de la confédération des syndicats, hostile aux réformes libérales, déclara que « Nous avons vendu les télécommunications et les chemins de fer aux Américains, les forêts aux Américains et aux Japonais, les banques aux Australiens, les assurances aux Britanniques, les compagnies aériennes aux Australiens et aux Britanniques »,.
Même après ces réformes substantielles qui étaient impopulaires[réf. nécessaire] et provoquaient une hausse temporaire du chômage, le gouvernement travailliste fut réélu en 1987 avec une majorité législative importante (58,8 % des sièges).
De manière générale, les politiques mises en œuvre de 1984 à 1987 (jusqu'à leur interruption par le krach d'octobre 1987 sur les bourses mondiales) ont été conservées ou poussées encore plus loin par les gouvernements suivants — incluant une faible protection contre les importations, des politiques monétaires et budgétaires crédibles, des marchés financiers déréglementés et des subventions et interventions économiques réduites. La fondation Heritage classe la Nouvelle-Zélande au 5e rang mondial pour la liberté économique en 2007, ex æquo avec le Royaume-Uni.
Roger Douglas a été ensuite l'un des fondateurs du parti ACT New Zealand, en 1994. Il annonce son retrait de la politique en 2004. Il a depuis lors eu des fonctions dans des grandes sociétés. Il dirige actuellement son propre groupe, Roger Douglas Associates.